# Generalkommissariat für Verwaltung und Justiz
Het Generalkommissariat für Verwaltung und Justiz was een van de vier 'ministeries' die in Nederland tijdens de Tweede Wereldoorlog door de Duitse bezetter werden ingesteld. Onder het Generalkommissariat vielen wetgeving, binnenlands bestuur en justitie (met uitzondering van politiezaken), cultuur, onderwijs, kerkelijke aangelegenheden, volksgezondheid en jeugdzorg.

## Instelling van het Generalkommissariat

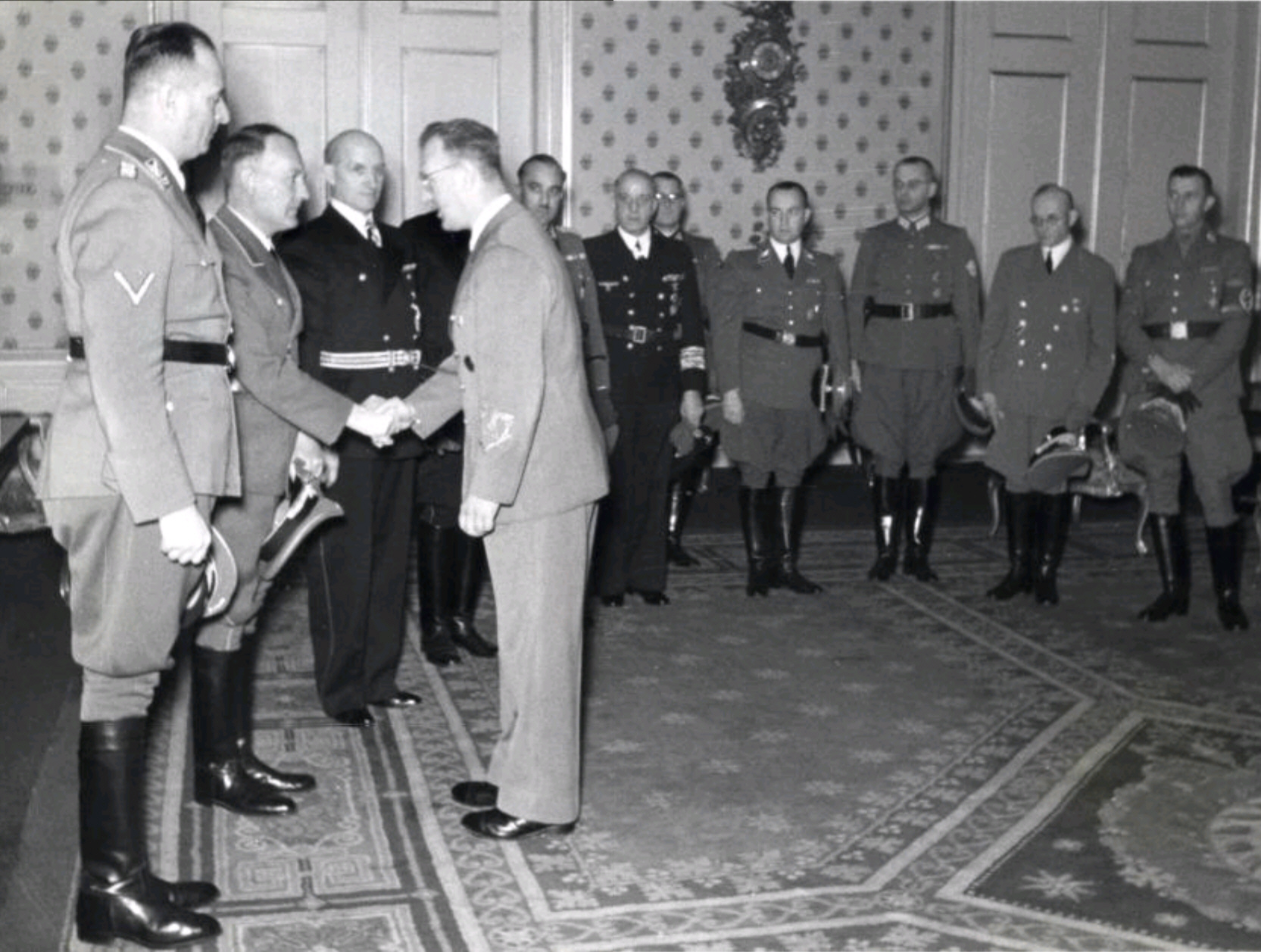
Rauter, Wimmer en Seyß-Inquart (Den Haag, 1 jan. 1943)

Met de benoeming van dr. Arthur Seyss-Inquart tot Reichskommissar für die besetzten niederländischen Gebiete kwam op 29 mei 1940 een eind aan het militair bestuur dat na de capitulatie van het Nederlandse leger was ingesteld. Rechtstreeks ondergeschikt aan Hitler was Seyss-Inquart de hoogste civiele gezagsdrager in het bezette Nederland. Aangezien  de koningin en het kabinet in ballingschap in Londen verbleven, waren de secretarissen-generaal van de departementen de hoogste Nederlandse gezagdragers. Het Rijkskommissariaat had de aard van een toezichthoudend bestuursorgaan maar gaf in de praktijk ook sturing aan de Nederlandse departementen.  
Een Duits ambtenaar karakteriseerde een dergelijke "herrschaftliche Aufsichtsverwaltung" met de woorden "wir steuern, die Holländer verwalten". Om die sturing uit te voeren, benoemde Seyss-Inquart op 5 juni 1940 vier Generalkommissare. Als Generalkommissar für Verwaltung und Justiz stelde hij dr.dr. Friedrich Wimmer aan.
Het Generalkommissariat für Verwaltung und Justiz had zijn standplaats lange tijd in Den Haag. Een deel van de hoofdafdeling Justiz bevond zich aan de Lange Vijverberg, een ander deel aan Plein 2b, waar het Departement van Justitie was gevestigd. Vanaf herfst 1943 tot kort voor het einde van de bezetting waren de meeste afdelingen in Apeldoorn gevestigd.

## Taken van het Generalkommissariat
De bemoeienissen van het Generalkommissariat für Verwaltung und Justiz  grepen diep in in de Nederlandse samenleving. Burgemeesters konden alleen benoemd worden met instemming van het Generalkommissariat en Duitse militairen die met een Nederlandse vrouw wilden trouwen werden er geregistreerd. Ook hield het er toezicht op dat Nederlandse instanties de Duitse maatregelen, waaronder de anti-joodse, goed uitvoerden. Een ambtenaar van het Generalkommissariat, Hans Georg Calmeyer, behandelde de aanvragen van personen die als jood geregistreerd waren maar poogden aan te tonen dat dit onterecht was.
Ook het toezicht op de Nederlandse scholen en kerken was in handen van Wimmers ambtenaren. Niet alleen werd controle uitgeoefend op leerkrachten en leerstof, ook sluiting van hogescholen en ontslag van hoogleraren werd door hen bepaald. 
Maar het meest ingrijpende was dat Wimmers Generalkommissariat de rechtspraak in Nederland uitoefende. De eerste zitting van het Landesgericht vond op 19 augustus 1940 plaats. In totaal heeft het Landesgericht ruim 10.000 zaken in behandeling genomen. Het Landesgericht  was een enkelvoudige kamer (d.w.z. één rechter), te vergelijken met het Nederlandse kantongerecht. Deze rechtbank behandelde de relatief lichtere zaken.
Zwaardere zaken kwamen voor het Obergericht dat zijn eerste zitting hield op 24 januari 1941. In de eerste vijf maanden van 1941 werden 23 zaken behandeld. Nadien steeg het aantal Obergericht-zaken snel tot ruim duizend. Meer dan honderdmaal heeft dit college de doodstraf uitgesproken, 96 maal is deze ook voltrokken.

## Generalkommissar Wimmer
De uit Oostenrijk afkomstige Friedrich Wimmer (1897 - 1965) was niet alleen Generalkommissar für Verwaltung und Justiz maar was ook de permanente plaatsvervanger van Seyss-Inquart. Hij had twee doctorstitels, kunstgeschiedenis en rechten, en was gespecialiseerd in staatsrecht. In 1938 had hij meegewerkt aan de staatsrechtelijke vormgeving van de Anschluss van Oostenrijk. Wimmer was een persoonlijke vriend van Seyss-Inquart en had een groot deel van zijn carrière aan hem te danken.
Binnen het Reichskommissariat was het aan Seyss-Inquart voorbehouden een groen potlood te gebruiken voor  aantekeningen op officiële stukken. Wimmer koos voor oranje. Daarover zei hij later: ‘das war ein Zufall. Sie müssen nicht denken dass es aus besonderer Sympathie für Königin Wilhelmina war’.